# 牛吉
牛吉（1406年—？），字伯□，直隸徐州人，民籍。明朝政治人物。進士出身。

## 生平
正統三年（1438年）戊午科應天府鄉試第八名。正統四年（1439年）聯捷己未科會試第二十五名，殿試登進士第三甲第五十八名。

## 家族
曾祖父牛春。祖父牛華。父亲牛義。